# Aaron Swinson
Aaron Anthony Swinson (Brunswick, 9 gennaio 1971) è un ex cestista e allenatore di pallacanestro statunitense, professionista nella NBA, in Italia e in Spagna.

## Palmarès

### Squadra
- Campione CBA (1995)
- Copa del Rey: 1

Valencia: 1998
- Liga catalana: 1

Joventut Badalona: 1998

### Individuale
- CBA Playoff MVP (1995)
- CBA All-Rookie First Team (1995)
- MVP Liga LEB: 1

Los Barrios: 2003-2004